# Donatus Wynant
Donatus Wynant OFMCap (* 13. September 1890 in Welle (Wellen?); † 19. Mai 1972 in Antwerpen) war der 64. Generalminister des Kapuzinerordens.

## Leben
Donatus Wynant aus Welle trat 1908 in den Kapuzinerorden ein und wurde 1915 zum Priester geweiht. Er war Lektor für Philosophie, Novizenmeister und zweimal Provinzialminister der niederländischen Ordensprovinz. Während des Ersten Weltkriegs war er als Geistlicher für geflüchtete Belgier in den Niederlanden tätig.
1932 zum Generaldefinitor gewählt, war er zugleich Rektor des Äthiopischen Kollegs in Rom (1932–1938),. Von 1938 bis 1946 leitete er (wegen des Zweiten Weltkriegs über die reguläre sechsjährige Amtszeit hinaus) den Gesamtorden als Generalminister war zugleich Präses des Kollegs.
Er starb 1972 im Kapuzinerkloster Antwerpen.